# Stephen Nedoroscik
Stephen Nedoroscik, född 28 oktober 1998, är en amerikansk gymnast.

## Karriär
Vid VM 2021 tog han guld i bygelhäst. Han ingick i det amerikanska laget som tog brons vid OS 2024.